# Christopher Lenz
Christopher Lenz (Berlino, 22 settembre 1994) è un calciatore tedesco, difensore del Fortuna Düsseldorf.

## Caratteristiche tecniche
È un terzino sinistro.

## Carriera
Ha esordito in Bundesliga il 18 agosto 2019 disputando con l'Union Berlino l'incontro perso 4-0 contro il RB Lipsia.
Milita nel club capitolino sino al 2021, anno in cui si trasferisce all'Eintracht Francoforte.
Il 30 agosto 2023 viene ceduto al RB Lipsia.

## Palmarès

### Competizioni internazionali
- UEFA Europa League: 1

Eintracht Francoforte: 2021-2022